# 星からの悪い知らせ
『星からの悪い知らせ』（原題：Mauvaises Nouvelles des étoiles）は、セルジュ・ゲンスブールが1981年に発表したアルバム。

## 解説
前スタジオ・アルバム『フライ・トゥ・ジャマイカ』（1979年）に引き続き、レゲエに特化した作品となった。参加ミュージシャンの顔ぶれも『フライ・トゥ・ジャマイカ』とほぼ同じである。アルバム・タイトルは、ゲンスブールが所有しているパウル・クレーのデッサン画から付けられた。
「国際電報」はカトリーヌ・ドヌーヴに提供した楽曲のセルフカヴァーで、かつてゲンスブールのパートナーだったジェーン・バーキンも、アルバム『バビロンの妖精』（1983年）でこの曲を取り上げた。
「シュッ・シュッ・シャルロット」は、娘のシャルロットのことを歌った曲。「エフゲニー・ソコロフのガス・マスク」は、ゲンスブールが1980年に出版した小説『エフゲニー・ソコロフ』（日本語版は『スカトロジー・ダンディズム』というタイトルで出版された）と連動した曲で、オナラの擬音が収録されている。

## 収録曲
全曲セルジュ・ゲンスブール作詞・作曲。
1. 国際電報 - "Overseas Telegram" - 3:35
2. やせて蒼い顔の男 (エッチェ・オモ) - "Ecce Homo" - 3:18
3. 俺はミッキー・マウスを持っている - "Mickey Maousse" - 2:32
4. ユダヤ人と神 - "Juif et Dieu" - 3:09
5. シュッ・シュッ・シャルロット - "Shush Shush Charlotte" - 2:45
6. おまえは死ね - "Toi mourir" - 2:03
7. 友達ノスタルジー - "La Nostalgie camarade" - 3:21
8. バナ・バサディ・バラロ - "Bana basadi balalo" - 3:04
9. エフゲニー・ソコロフのガス・マスク - "Evguénie Sokolov" - 2:53
10. ネグサ・ネガスト - "Negusa Nagast" - 3:04
11. ストライク - "Strike" - 2:55
12. 星からの悪い知らせ - "Bad News from the Stars" - 1:28

## 参加ミュージシャン
- セルジュ・ゲンスブール - ボーカル
- スライ・ダンバー - ドラムス
- ロビー・シェイクスピア - ベース
- マイキー・"マオ"・チャン - リードギター
- ドゥギー・ブライアン - リズムギター
- アンセル・コリンズ - オルガン、ピアノ
- スティッキー・トンプソン - パーカッション
- リタ・マーリー - バッキング・ボーカル
- マーシャ・グリフィス - バッキング・ボーカル
- ジュディ・モワット - バッキング・ボーカル